# Ей Ем Кънспираси
AM Conspiracy е бивша алтърнатив метъл група от Орландо, САЩ.

## История
Групата е формирана след като двама дългогодишни приятели Дийн Андрюс и Кени Харелсън срещат бившия вокалист на Drowning Pool Джейсън Джоунс. Джоунс иска да прави своя собствена музика и това се споделя с възгледите на Дийн и Кени. В началото на 2007 г. групата подписва с Corporate Punishment Records и започва работа по EP. Две от песните Right On Time и Welt стават част от видеоиграта WWE SmackDown vs. Raw 2008. Дебютния албум на групата излиза на 12 януари 2010 г. като първия сингъл от него Pictures е миксиран от Ранди Стоуб, който преди е работил с Metallica, Nickelback и Alice in Chains.

## Дискография
- Out of the Shallow End (EP) – 2007 г.
- AM Conspiracy – 2010 г.

## Състав
| Последни членове - Джейсън Джоунс – вокали (2005 – 2011) - Кени Харелсън – бас (2005 – 2011) - Дрю Бърк – китара (2005 – 2011) - Роб Дехевън – китара (2005 – 2011) - Дийн Андрюс – барабани (2005 – 2011) |